# UE 산타콜로마
UE 산타콜로마(카탈루냐어: UE Santa Coloma)는 안도라라벨랴를 연고로 하는 안도라의 축구 클럽이다. 현재는 프리메라 디비지오에 참가하고 있다.

## 성적
- 프리메라 디비지오:
  - 우승 (1): 2023–24
  - 준우승 (3): 2009–10, 2013–14. 2021-22
- 코파 콘스티투시오: 
  - 우승 (4): 2013,  2016, 2017, 2024
  - 준우승 (2): 2010, 2011
- 수페르코파 안도라나:
  - 우승 (1): 2016
  - 준우승 (1): 2013
- 세고나 디비지오:
  - 우승 (1): 2007–08

## 선수 명단

### 현역
참고: FIFA 자격 규정에 따라 소속된 국가대표팀 국기를 표시합니다. 선수는 복수의 FIFA 비회원국 국적을 가지고 있을 수 있습니다.
| 번호 | 포지션 | 국적 | 이름 |
| ---- | ------ | ---- | ---- |

| 번호 | 포지션 | 국적     | 이름          |
| ---- | ------ | -------- | ------------- |
| -    | FW     | 쿠웨이트 | 하이메 시아이 |